# Aeroportul Burwash
Aeroportul Burwash (IATA: YDB, ICAO: CYDB) este un aeroport din Burwash Landing⁠(d), Yukon, Canada.
Situat la o altitudine de 806 m, aeroportul dispune de o singură pistă.